# Das Brilliantfeuerwerk
Das Brilliantfeuerwerk ist ein Theaterstück von Karl Valentin in zwei Akten. Es wurde seit 1926 in verschiedenen Versionen aufgeführt; weiterhin wurde ein Teil des zweiten Aktes mehrfach als Schallplattenaufnahme veröffentlicht. Valentin schrieb auch ein Filmdrehbuch zu dem Stück, das allerdings nicht realisiert wurde.

## Inhalt
Der kürzere erste Akt besteht im Wesentlichen aus dem Gespräch zwischen dem Soldaten Karl und dem Kindermädchen Liesl. Karl sucht und fragt umständlich nach dem Weg zur Rosenau, einer Ausflugsgaststätte in der Schleißheimer Straße im Norden der Münchner Maxvorstadt, wo am Abend ein großes Feuerwerk stattfinden soll. Die gegenseitigen Avancen der beiden werden eingeschränkt durch das Kind, das Liesl im Kinderwagen dabei hat, und durch Karls ungeschickten Umgang mit demselben. Schließlich verabreden sie sich aber doch, gemeinsam das Feuerwerk zu besuchen.
Im zweiten Akt laufen zunächst die Vorbereitungen zum Feuerwerk im Biergarten zur Rosenau. Es treten der Reihe nach vier Soldaten auf, die sich im Biergarten niederlassen und dem Wirt ihre jeweils gegenteilige Ansicht darüber mitteilen, wie sich das Wetter am Abend entwickeln wird. Je nachdem, ob sie Regen oder Trockenheit vorhersagen, lässt der Wirt den Feuerwerker die Vorbereitung zum Feuerwerk abbrechen bzw. wieder aufnehmen. Schließlich wird entschieden, dass das Feuerwerk auf alle Fälle stattfinden soll. Nun tauchen auch Karl und Liesl auf. Karl gerät, weil er beiläufig das Wort „Regen“ in den Mund nimmt, in eine harmlose Auseinandersetzung mit dem Wirt. Es kommt noch zu einigen Verzögerungen – zuerst findet der Feuerwerker kein Streichholz, dann ist es noch nicht dunkel genug –, bis das Feuerwerk schließlich abgebrannt wird. Nach dem Spektakel mit Staunen und Beifallsrufen verlassen die Gäste die Bühne. Karl erregt noch einmal den Unmut des Wirts, als er die Möglichkeit andeutet, dass es beim nächsten Feuerwerk regnen könne.

### Abweichende Versionen
Vom zweiten Akt liegen zwei Alternativversionen vor. Der Alte 2. Teil v. Rosenau wurde wahrscheinlich bei der Uraufführung des Stücks gespielt, worauf der handschriftliche Zusatz „Schauspielhaus“ hindeutet. Es treten nicht Karl und Liesl auf, sondern ein 5. Soldat, der ebenfalls unabsichtlich auf den Regen zu sprechen kommt und deshalb mit dem Wirt aneinandergerät. Der Teil mit den fehlenden Streichhölzern nimmt etwas mehr Raum ein (es ist nur eines in der Schachtel, und das bläst der Wind aus). Am Schluss tritt ein Wachtmeister auf, der die säumigen Feuerwerksgäste nach Hause schickt.
Seit Juli 1932 wurde die Neue Fassung des II. Aktes der Rosenau gespielt. Hier findet sich bereits zu Beginn des Aktes die ganze Gesellschaft bis auf Karl und Liesl im Wirtsgarten versammelt, wodurch die Handlung etwas gestrafft wird. Ab dem Entschluss des Wirts, das Feuerwerk auf jeden Fall stattfinden zu lassen, und dem Eintreffen Karls wird an die bisherige Version angeknüpft. Im Typoskript der Neufassung werden zwei der Schauspieler namentlich erwähnt, der „Soldat Thomas“ (I. Soldat) und „Herr Gebert“ (III. Soldat). Es wird vermutet, dass die Kürzungen dieser Fassung mit dem Tod Georg Rückerts, der bisher den Wirt gespielt hatte, zusammenhängen.

## Sprache und Stil
Die Sprechpartien sind in bairischer Sprache geschrieben. Das Stück enthält die für Valentin typischen Wortspielereien, die häufig aus zu wörtlicher Auffassung von Gesagtem resultieren: „Feuerwerker: […] Jetzt is doch noch hellichter Tag, und ich brauche eine tiefdunkle Nacht. – Karl: Brennen’s Sie’s doch im Keller drunt ab, da ist’s dunkel. – Feuerwerker: Im Keller, Unsinn. Haben Sie schon amal im Keller drunt a Feuerwerk gsehn. – Karl: Ich schon. Im Augustinerkeller war schon oft a Feuerwerk. – Feuerwerker: Ja, im Augustinerkeller, aber net im Augustinerkeller-Keller, drum ich brauch eine stockdunkle, rabenschwarze Nacht. – Karl: Jetzt ist’s aber schon ziemlich dunkel. (Trinkt vom Bier.) – Feuerwerker: Das nutzt mir gar nichts. Ich kann mein Feuerwerk nicht ziemlich abbrennen, ich muß es ganz abbrenna.“

## Aufführungen
Das Stück wurde am 5. Mai 1926 in den Kammerspielen im Schauspielhaus uraufgeführt, die „neuere“ Fassung, also die, in der Karl und Liesl auch im zweiten Akt auftreten, erstmals am 16. Mai 1931 im Münchner Kolosseum. Insgesamt kam das Stück auf 256 Vorstellungen, wie aus der Auftrittsstatistik Josef Rankls hervorgeht (dort firmiert das Stück unter dem Titel Sonntag in der Rosenau).

## Ausgaben und Kommentare
- Karl Valentin: Brilliantfeuerwerk. Zeichnungen von Karl Arnold. Hugendubel, München 1938.
- Karl Valentin: Der Firmling. Band 5. Stücke. Hgg. von Manfred Faust und Stefan Henze in Zusammenarbeit mit Andreas Hohenadl. Piper, München 2007, ISBN 978-3-492-05045-6.